# Ondřej Cikán
Ondřej Cikán (* 20. června 1985, Praha) je německy a česky píšící autor, nakladatel a překladatel ze starořečtiny, latiny a mezi němčinou a češtinou. 

## Život
Od roku 1991 žije ve Vídni. 2013 absolvoval magisterské studium starořečtiny a začal pracovat na disertaci o byzantských románech na Vídeňském ústavu byzantinistiky. Roku 2000 byla uvedena jeho první divadelní hra Tragödieninsel v baru Vídeňského Volkstheater. 2002 založil s Anatolem Vitouchem divadelní a literární skupinu Die Gruppe, ovlivněnou podle vlastních údajů idejemi surrealismu a poetismu. 2009 byl finalistou literární soutěže Open-Mike v Berlíně. 2018 založil nakladatelství Kētos se sídlem ve Vídni a v Praze, zaměřené na překlady převážně české "divoké poezie i dobrodružné, poetické prózy". V prosinci 2023 byl vyznamenán Rakouskou státní cenou za literární překlad.
V týmu českých a rakouských filmařů a divadelníků se podílel na produkci celovečerního filmu podle svého románu Menandros und Thaïs. V básni Prinz Aberjaja zpracoval pohádku Princ Bajaja Boženy Němcové.
Do němčiny přeložil například Máj Karla Hynka Máchy, básně J. H. Krchovského a Zuzany Lazarové nebo román Valérie a týden divů Vítězslava Nezvala. Do češtiny přeložil například byzantský epos Digenis Akritis.

## Dílo

### Knižní publikace v češtině
- Nejsladší potrava, básně, Vídeň a Praha, 2020, ISBN 978-3-903124-12-7
- Kommentář ke Krvavému románu Josefa Váchala, Vídeň a Praha, 2020, ISBN 978-3-903124-16-5
- Manifest Múzismu, společně s Anatolem Vitouchem, Vídeň a Praha, 2021, ISBN 978-3-903124-07-3

### Knižní publikace v němčině
- Menandros und Thaïs, román, Vídeň, 2011, ISBN 978-3-902800-01-5
- Prinz Aberjaja, báseň, Vídeň, 2013, ISBN 978-3-902800-09-1
- Der Reisende – Band 1: Du bist die Finsternis, román, Vídeň, 2017, ISBN 978-3-99001-206-2
- Wynfried Schecke zu Gülitz: Margot – Vom Leben einer Baroness und vom Leiden ihres Pferdes, mikroromán, Vídeň a Praha, 2019, ISBN 978-3-903124-10-3
- Manifest des Musismus, společně s Anatolem Vitouchem, Vídeň a Praha, 2021, ISBN 978-3-903124-07-3
- Mein Liebling ist Gewölk, milostné básně a mikroromány, Vídeň a Praha, 2021, ISBN 978-3-903124-21-9
- Blühende Dämonen, pásmo Nocturno für Eurydike a další texty, Vídeň a Praha, 2023, ISBN 978-3-903124-33-2

### Film a divadlo
- Menandros & Thaïs, 129. min., CZ/AT (režie: Antonín Šilar, Ondřej Cikán)
- Prinz Aberjaja, 10 Min., AT/CZ 2017
- Gorgó, Divadlo X10, 2022 (režie: Antonín Šilar, Ondřej Cikán)

### Překlady do češtiny (výběr)
- Digenis Akritis – Byzantský epos o Dvojrodém Hraničáři, překl., koment. Ondřej Cikán a Markéta Kulhánková, Červený Kostelec, 2018, ISBN 978-80-7465-342-1
- Rainer Maria Rilke: Kornet – Píseň o lásce a smrti korneta Kryštofa Rilkeho, Vídeň a Praha, 2019, ISBN 978-3-903124-05-9

### Překlady z češtiny (výběr)
- Karel Čapek: Der Dichter / Básník, Vídeň, 2007
- Karel Hynek Mácha: Mai / Máj, Vídeň, 2012, ISBN 978-3-902800-04-6
- J. H. Krchovský: Mumie auf Reisen – Ein Epos und weitere Gedichte / Mumie na cestách – Epos a další básně, Vídeň a Praha, 2018, ISBN 978-3-903124-00-4
- Zuzana Lazarová: Das eiserne Hemd – Lilith und weitere Gedichte / Železná košile – Lilith a další básně, Vídeň a Praha, 2018, ISBN 978-3-903124-02-8
- Vítězslav Nezval: Valerie und die Woche der Wunder / Valérie a týden divů, Vídeň a Praha, 2018, ISBN 978-3-903124-06-6
- Josef Váchal: Der blutige Roman / Krvavý román, Vídeň a Praha, 2019, ISBN 978-3-903124-03-5
- Karel Hynek Mácha: Briefe im Feuer / Dopisy v ohni, Vídeň a Praha, 2019, ISBN 978-3-903124-04-2
- Otokar Březina: Geheimnisvolle Weiten / Tajemné dálky, Vídeň a Praha, 2019, ISBN 978-3-903124-08-0
- Karel Hynek Mácha: Mai / Máj, Vídeň a Praha, 2020, ISBN 978-3-903124-09-7
- J. H. Krchovský: Als ob / Jakoby, Vídeň a Praha, 2020, ISBN 978-3-903124-15-8
- August Vojtěch Nevšímal: Tollenstein – Geheimnisse der Burg Tollenstein / Tollenstein – Tajnosti hradu Tollenšteina, Vídeň a Praha, 2020, ISBN 978-3-903124-11-0
- Ondřej Hložek: Trautes Heim, Vídeň a Praha, 2020, ISBN 978-3-903124-13-4
- Vítězslav Nezval: Sexuelles Nocturno / Sexuální nocturno, Vídeň a Praha, 2020, ISBN 978-3-903124-18-9
- Karel Hlaváček: Spät gegen Morgen / Pozdě k ránu, Vídeň a Praha, 2021, ISBN 978-3-903124-18-9
- Vítězslav Nezval: Ein Dichter bei Nacht – Anthologie der Gedichte mit einem Krimi von Karel Čapek und der Zone von Guillaume Apollinaire im Anhang / Básník v noci – Antologie básní s kriminální povídkou Karla Čapka a Pásmem Guillauma Apollinaira v dodatku, Vídeň a Praha, 2021, ISBN 978-3-903124-20-2
- Iveta Ciprysová: Auf der Speerspitze des Brunnens / Na hrotu studny, Vídeň a Praha, 2022, ISBN 978-3-903124-30-1
- Julius Zeyer: Radús und Mahulena / Radúz a Mahulena, Vídeň a Praha, 2022, ISBN 978-3-903124-28-8
- Egon Bondy: In Straßenbahnen / V tramvajích, Vídeň a Praha, 2023, ISBN 978-3-903124-25-7
- Ivo Vodseďálek: Am Esstisch / U stolu, Vídeň a Praha, 2023, ISBN 978-3-903124-26-4

### Další překlady (výběr)
- Longos: Daphnis und Chloë, přel., koment. Ondřej Cikán a Georg Danek, Vídeň a Praha, 2018, ISBN 978-3-903124-01-1
- Sajath-Nova: Die ganze Welt / Թամամ աշխար, Vídeň a Praha, 2020, ISBN 978-3-903124-19-6